# اچ‌دی ۱۰۶۲۵۲
اچ‌دی ۱۰۶۲۵۲ یک ستاره است که در صورت فلکی دوشیزه قرار دارد.